# Cieśnina Mangole
Cieśnina Mangole (indonez. Selat Mangole) – cieśnina w Indonezji; łączy morze Banda z Morzem Seram pomiędzy wyspami Mangole (na północy) i Sanana (na południu); długość ok. 10 km, szerokość 3–6 km.  